# .cs
.cs va ser durant uns quants anys el domini de primer nivell territorial (ccTLD) de Txecoslovàquia. No obstant això, el país es va dividir en la República Txeca i Eslovàquia el 1993, i aviat van rebre els seus propis ccTLDs: .cz i .sk respectivament. L'ús de .cs va ser gradualment desfasat, i el ccTLD va ser esborrat al voltant del gener de 1995.
Fins que es va esborrar el .yu l'any 2010, .cs era el domini de nivell superior de major ús que havia estat esborrat. Les estadístiques del Centre de Coordinació de Xarxes RIPE mostren que fins i tot en el juny de 1994, després de nombroses conversions a .cz i .sk, .cs encara tenia més de 2.300 usuaris. Comparativament, altres ccTLDs eliminats (.nato i .zr) possiblement mai van arribar a les desenes.
El juliol de 2003, es va atorgar el codi ISO 3166-1 CS a Sèrbia i Montenegro (Srbija i Crna Gora en serbi) i ho va ser fins al 2006, quan el país es va dividir i es van crear els codis per als dominis .rs i .me. De totes maneres, Sèrbia i Montenegro no van arribar a utilitzar el .cs com a ccTLD, sinó que van continuar utilitzant el de Iugoslàvia, .yu.